# Rebelión de Bulavin
La Rebelión de Bulavin o Revuelta de Astracán es el nombre dado a una violenta revuelta civil en el Imperio ruso entre los años 1707 y 1708. Toma este nombre por el cosaco del Don Kondrati Bulavin quien se erigió en líder del movimiento. Alimentado por varias tensiones subyacentes entre el gobierno de Estado policial bajo Pedro I de Rusia y un campesinado ligado a la servidumbre, se acepta generalmente que la rebelión tuvo sus inicios en el asesinato del príncipe Yuri Dolgorúkov por un atamán que estaba al servicio de Bulavin. El fin de la rebelión se asocia con la muerte de Bulavin en 1708.

## Causas subyacentes
Existían varios agravios sociales que se daban con frecuencia entre la población campesina de Rusia en los años que precedieron a la Rebelión de Bulavin. Las reformas radicales diseñadas por Pedro el Grande para occidentalizar la vieja Moscovia en el siglo XVIII fueron recibidas con un amplio descontento. Las masas, pías y profundamente conservadoras, vieron sus reformas como una afrenta contra su tradicional modo de vida y contra la fe ortodoxa. Pedro fue comparado incluso con el Anticristo y se dijo que era un impostor que actuaba como el verdadero zar. Por añadidura, el recientemente formado Estado policial de Pedro se estaba expandiendo territorialmente, y por esta expansión estaba haciéndose con salinas, que eran codiciadas por los cosacos para conservar sus alimentos. Esta disputa sobre el territorio era un asunto económico, aunque por otro lado los cosacos lo veían como una intrusión sobre su Estado políticamente semiautónomo. En general, la atmósfera rural entera rusa estaba en una situación de agitación, y sólo necesitaba un catalizador para estallar.

## Catalizador inmediato
En respuesta a los miedos y constricciones de vivir en el estado policial de Pedro, un gran número de siervos huyeron, abandonando las principales áreas urbanas, especialmente Moscú y la nueva capital de San Petersburgo. Mientras algunos grupos emigraron a Polonia o Austria, muchos escogieron evitar las patrullas fronterizas y dirigirse a la periferia rural y a las regiones fluviales todavía habitadas por los cosacos. La política de Pedro era dar caza y arrestar a los siervos huidos y devolverlos a sus señores, donde podrían ser contados con objeto del recaudo de impuestos, una política, que en ese momento, no tenía limitaciones. De acuerdo a esta práctica, Pedro desplegó un grupo de cazarrecompensas bajo el mando de Yuri Dolgorúkov para patrullar las regiones cosacas buscando campesinos fugitivos. A pesar de que los cosacos albergaban cierto resentimiento hacia los campesinos (por sobrepoblar su región, compitiendo por los recursos locales), era más deplorable para ellos la idea de tener a los agentes de Pedro vagando libremente por sus tierras. No sólo rechazaron entregar a los campesinos huidos, sino que el 8 de octubre de 1707, una pequeña banda de atamanes encabezados por Kondrati Bulavin los emboscaron dando muerte a Dolgorúkov y sus hombres en el pueblo de Shulguinka, a orillas del río Aidar, desatando la violencia y la rebelión de Bulavin.

## Kondrati Bulavin
Se conocen pocos detalles de la vida de Bulavin. Se sabe que nació en una familia de cosacos y debía de ser suficientemente mayor para recordar a Stenka Razin y la revuelta de finales del siglo XVII. Desarrolló algo de experiencia de combate luchando contra los tártaros de Kubán y de Crimea en su juventud. Sin embargo, nunca fue un gran comandante militar, y a lo largo de la rebelión que lleva su nombre le faltó carisma para convertirse en líder indiscutido. Hacia 1704, había sido ascendido al rango de atamán de Bajmut, cargo que conservó hasta 1706. Sería durante este período cuando participaría y orquestaría la destrucción de las salinas del Severski Donéts, un acto de venganza por haber sido expulsados de allí por el gobierno como ocupantes ilegales. Este conflicto no sería resuelto completamente y sería asumido finalmente en la rebelión mayor al tomar esta forma. Bulavin seguramente fuera analfabeto, pero, al igual que sus compañeros revolucionarios, poseía un gran talento para arengar a la gente e incitarla a la acción.

## Detalles generales
Las proclamas de la partida de Bulavin eran simples: el objetivo era avanzar hacia Moscú y destruir las influencias malignas que rodeaban al zar. Es importante remarcar que la rebelión no era contra la institución del Zarato ruso, sino contra los personajes en el poder en ese momento. Se creía generalmente que Pedro no era quien decía que era (era el Anticristo, suplantando al verdadero zar, al que tenían escondido), o que era el zar legítimo pero estaba bajo la influencia de consejeros malignos cuya destrucción lo liberaría, y que una vez liberado, repudiaría todas sus malas reformas.
La rebelión tenía diversos puntos débiles. En primer lugar, a pesar de toda la gente que reunía, Bulavin nunca les ofreció un pretendiente al trono o les sugirió un "zar justo" que reemplazara a Pedro. Este error condenaba a los objetivos finales de la rebelión a la ambigüedad e hizo que no se aprovecharan unos apoyos que hubiera podido obtener. En segundo lugar, Bulavin no coordinó sus esfuerzos con ningún enemigo preexistente de los moscovitas, así que a pesar de estar muy envuelto ya en una guerra contra el Imperio sueco, y al no estar el aparato militar tan dividido como podría haber estado, la rebelión le supuso al zarato más una molestia que un conflicto importante. Gracias a su mayor tamaño y eficiencia, el ejército regular fue en última instancia capaz de aplastar la rebelión a todos los niveles. Por último, molestas por las devastadoras derrotas y las demandas cansinas de Bulavin, hubo facciones dentro de sus seguidores cosacos que se volvieron contra él. Se lo encontró muerto el 7 de julio de 1708, con un tiro en la cabeza. No se sabe si se suicidó o fue un acto de traición. A continuación de la muerte de Bulavin, la rebelión se deshizo, quedando bolsas de resistencia que persistieron a lo largo de 1709, aunque el conflicto había acabado a todos los efectos.

## Secuelas políticas y sociales
Como se ha comentado, la rebelión de Bulavin tenía similitudes con la revuelta de Stenka Razin una generación antes. Ambas fueron rebeliones parcialmente cosacas, dirigidas contra una institución gubernamental impuesta y respaldada con animosidad por la miserable situación de la vida campesina. Ambas prepararían el escenario para la Rebelión de Pugachov durante el reinado de Catalina la Grande.
En respuesta a la revuelta, Pedro apretó su yugo sobre los Estados cosacos, haciendo que unos 2.000, bajo el mando de Ignat Nekrásov, huyeran a buscar la protección del Kanato de Crimea. Los descendientes de estos nekrasovitas se reasentarían en Anatolia, cerca de Estambul durante la rebelión de Pugachov, donde continuaron preservando su cultura hasta el momento actual.